# Bogumil Dawison

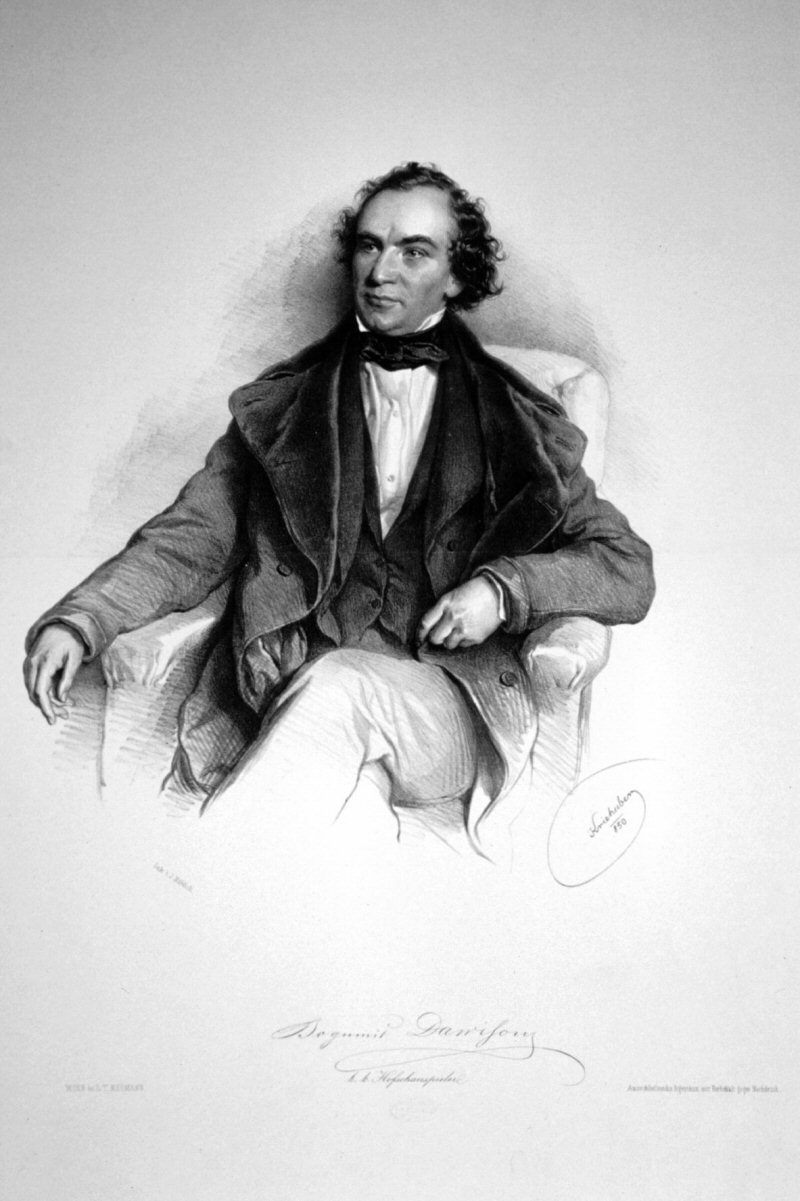
Bogumil Dawison, 1850.

Bogumil Dawison, född 1818, död 1 februari 1872, var en polsk-tysk skådespelare av judisk börd.
Dawison spelade först på sitt polska modersmål i födelsestaden Warszawa och i Lemberg, och fortsatte senare sin karriär i Hamburg, Wien och Dresden, och blev från 1846 en av Tysklands främsta skådespelare. Han hyllades främst för sin lössläppta fantasi och sitt flammande temperament. Från 1864 ägnade han sig uteslutande åt gästspel. Bland hans roller märks Hamlet, Othello, Kung Lear, Marcus Antonius i Julius Caesar, Richard III, Mefistofeles i Faust, Franz Moor i Rövarbandet samt Narcisse Rameau.